# Amphipyra nigrescens
Amphipyra nigrescens là một loài bướm đêm trong họ Noctuidae.